# العلاقات بين هولندا وجنوب إفريقيا

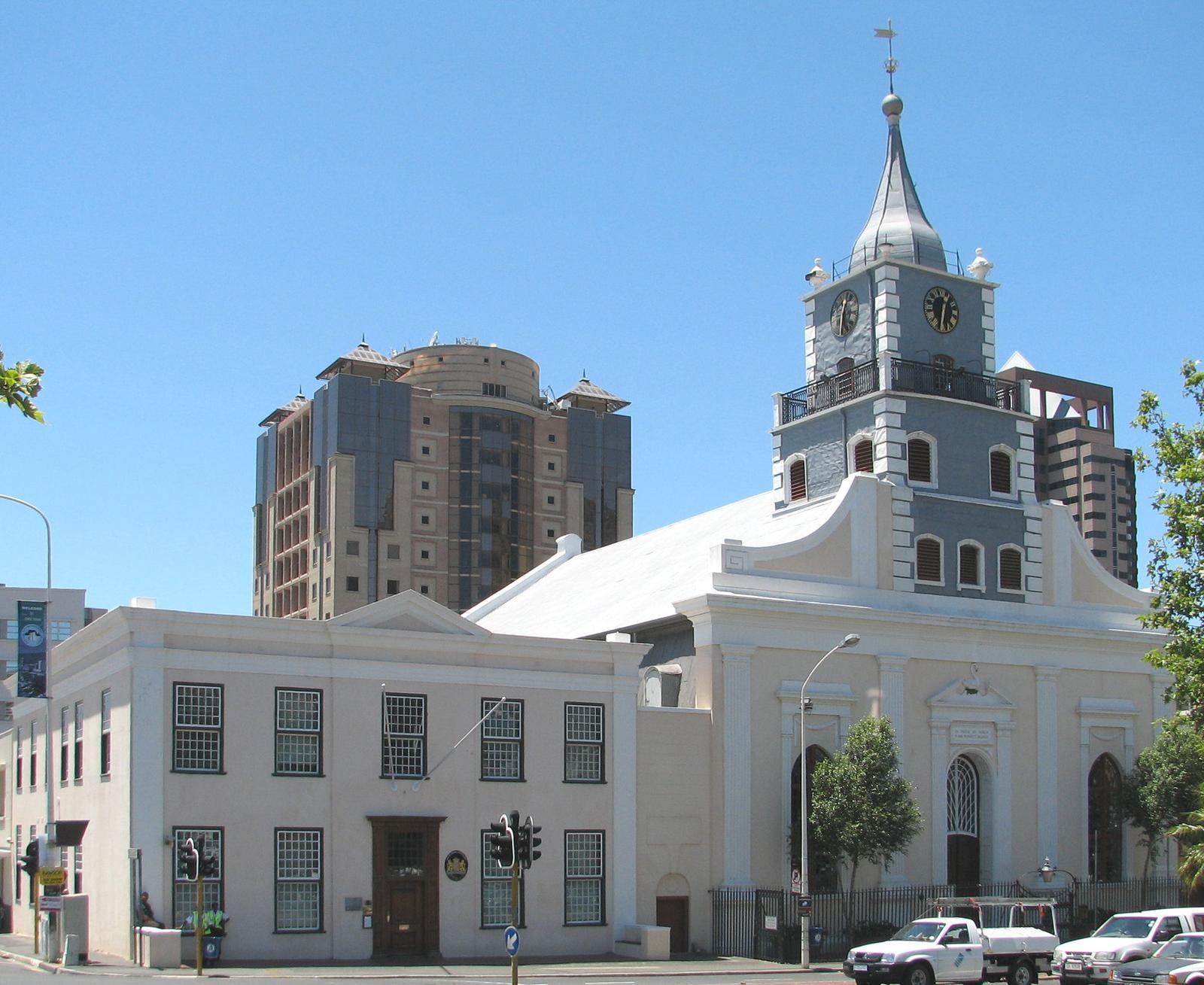
اصبحت جنوب أفريقيا دولة مستقلة بعد إقرار تشريع وستمنستر في عام 1931. أقامت هولندا وجنوب أفريقيا رسميًا العلاقات الدبلوماسية في عام 1938. قاتلت الدولتان كحليفتين خلال الحرب العالمية الثانية (1939-1945).

تشير العلاقات بين هولندا وجنوب أفريقيا إلى العلاقات الحالية والتاريخية بين البلدين. تشترك الدولتان في روابط تاريخية ولديهما علاقة خاصة طويلة الأمد؛ ويرجع ذلك جزئيًا إلى المستعمرة الهولندية في رأس الرجاء الصالح، والتشابه اللغوي بين الهولنديين والأفريقيين والدعم القوي لهولندا في النضال ضد الفصل العنصري.

## تاريخ

### الاستعمار الهولندي
قررت شركة الهند الشرقية الهولندية في عام 1652 إنشاء مستعمرة في رأس الرجاء الصالح (في كيب تاون حاليًا) لاستخدامها كقاعدة للتجارة الهولندية مع آسيا، ولاسيما مع مستعمرتها في إندونيسيا. بدأت حروب الخويخويئية الهولندية في عام 1659 واستمرت حتى عام 1677، وذك بعد سنوات قليلة من وصول الهولنديين إلى الرأس. بدأ الهولنديون في التوسع في الداخل بعد الحروب. بدأ المزارعون الهولنديون المعروفين باسم البوير (المزارعين بالهولندية) بعد ذلك بوقت قصير بالوصول إلى منطقة الرأس للاستقرار وأصبحوا أجداد الشعب الأفريقان.
أصبحت مستعمرة الكيب الهولندية (الرأس) في عام 1795 مستعمرة بريطانية بعد معركة مويزنبرغ. قرر البريطانيون الاستيلاء على مستعمرة الرأس بعد أن أصبحت هولندا جزءًا من الإمبراطورية الفرنسية تحت حكم نابليون بونابرت بعد ضم فرنسا لهولندا. أعاد البريطانيون مستعمرة الرأس إلى الهولنديين في عام 1802 بعد توقيع معاهدة أميان، وأعاد الغزو البريطاني الثاني احتلال المستعمرة بعد معركة بلاوبيرغ في عام 1806 خلال الحروب النابليونية وظلت تابعة لبريطانيا. تنازلت الحكومة الهولندية رسميًا عن السيادة على الرأس للبريطانيين في عام 1814 بموجب شروط اتفاقية لندن.

### العلاقات خلال الفصل العنصري
أصبحت جنوب أفريقيا دولة مستقلة بعد إقرار تشريع وستمنستر في عام 1931. أقامت هولندا وجنوب أفريقيا رسميًا العلاقات الدبلوماسية في عام 1938. قاتلت الدولتان كحليفتين خلال الحرب العالمية الثانية (1939-1945).
أقامت حكومة جنوب أفريقيا، التي مثلت نسبة صغيرة من السكان في ذلك الوقت، في عام 1948 نظامًا صارمًا للفصل العنصري، وأطلقت عليه اسم أبارتايد (الفصل)، وهو نظام مقنن للطبقات العرقية بدأ يتشكل لأول مرة في جنوب أفريقيا تحت حكم الإمبراطورية الهولندية في أواخر القرن الثامن عشر. كانت الحكومة الهولندية في البداية محايدة لحكومة الفصل العنصري في جنوب أفريقيا. كانت جنوب أفريقيا واحدة من عدد قليل من الدول الأعضاء في الأمم المتحدة التي أيدت وجهة النظر الهولندية القائلة بأن القضايا التي واجهتها هولندا فيما يتعلق بإنهاء استعمار إندونيسيا وغينيا الجديدة الهولندية كانت ذات طبيعة «محلية» وأن الأمم المتحدة ليس لها الحق في التدخل. أخبرت الملكة يوليانا ضيفها، رئيس وزراء جنوب أفريقيا دانيال فرانسوا مالان أثناء زيارته إلى هولندا في عام 1949، أنها «لن تطأ قدمها أبدًا في بلاده ما دامت سياسة الفصل العنصري سائدة». امتنع الممثل الهولندي لدى الأمم المتحدة عن التصويت لصالح قرار مناهض للفصل العنصري في عام 1959، واعتبر الفصل العنصري «شأنًا داخليًا» في جنوب أفريقيا.
توترت العلاقات بين هولندا وجنوب أفريقيا بعد مذبحة شاربفيل في مارس عام 1960، وذلك عندما أطلقت شرطة جنوب أفريقيا النار وقتلت 69 شخصًا. كانت هولندا الدولة الغربية الوحيدة التي صوتت لصالح قرار مناهض للفصل العنصري في الأمم المتحدة في عام 1961. بدأت الحركات الهولندية المناهضة للفصل العنصري، وهما حركتي «مناهضة الفصل العنصري في هولندا»  و«لجنة الجنوب الأفريقي» (واللتان اندمجتا فيما بعد وتحولا إلى الجمعية الهولندية لجنوب أفريقيا)، بعد فترة وجيزة تنظيم مظاهرات والحصول على توقيعات احتجاجًا على حكومة جنوب أفريقيا في هولندا. أدت الأحداث الأخرى في جنوب أفريقيا إلى اتخاذ الحكومة الهولندية إجراءات أكثر صرامة، وذلك مثل مطالبة جميع الشركات الهولندية بالتوقف عن التعامل مع جنوب أفريقيا (ولكن استمرت شركة شيل –رويال داتش شيل- في العمل في جنوب أفريقيا). فرضت الحكومة الهولندية في عام 1983 متطلبات الحصول على تأشيرة لمواطني جنوب أفريقيا الذين يريدون زيارة هولندا.
أُطِلق سراح نيلسون مانديلا من السجن في فبراير عام 1990 بعد أن أمضى 27 عامًا هناك. ذهب نيلسون مانديلا بأول زيارة له إلى هولندا في يونيو عام 1990. ذهب رئيس جنوب أفريقيا فريديريك ويليم دي كليرك بزيارة إلى هولندا في أكتوبر عام 1990. أُلغي قانون الفصل العنصري في منتصف عام 1991، وأجرت جنوب أفريقيا أول انتخابات ديمقراطية كاملة في 27 أبريل عام 1994، وانتُخب نيلسون مانديلا رئيسًا.

### العلاقات الحالية
ذهبت الملكة الهولندية بياتريكس في سبتمبر عام 1996 بزيارة رسمية إلى جنوب أفريقيا والتقت بالرئيس مانديلا. ذهب الرئيس مانديلا بزيارة رسمية إلى هولندا في عام 1999. يحافظ كلا البلدين على علاقات ودية، ويعملان معًا في المنظمات الدولية، ووقعا العديد من الاتفاقيات الثنائية في مجالات التعاون السياسي والاقتصادي والثقافي والاجتماعي. هناك رحلات جوية مباشرة بين البلدين عبر الخطوط الجوية الملكية الهولندية.

## التجارة
بلغ إجمالي التجارة بين هولندا وجنوب أفريقيا 2.9 مليار يورو في عام 2016. تشمل الصادرات الهولندية إلى جنوب أفريقيا المنتجات الكيماوية، والمنتجات القائمة على البترول، والآلات والأحجار الكريمة. تشمل صادرات جنوب أفريقيا إلى هولندا الماشية، واللحوم، والأسماك، والفواكه، والعصير والمواد الخام. تعمل الشركات الهولندية متعددة الجنسيات مثل هاينكن الدولية وفيليبس ورويال داتش شل في جنوب أفريقيا. تعمل شركة سيريس للعصائر الطبيعية، وهي شركة متعددة الجنسيات في جنوب أفريقيا، في هولندا.

## البعثات الدبلوماسية
تملك هولندا سفارة في بريتوريا وقنصلية عامة في كيب تاون، وتملك جنوب أفريقيا سفارة في لاهاي.